# Magnus Bäckstedt

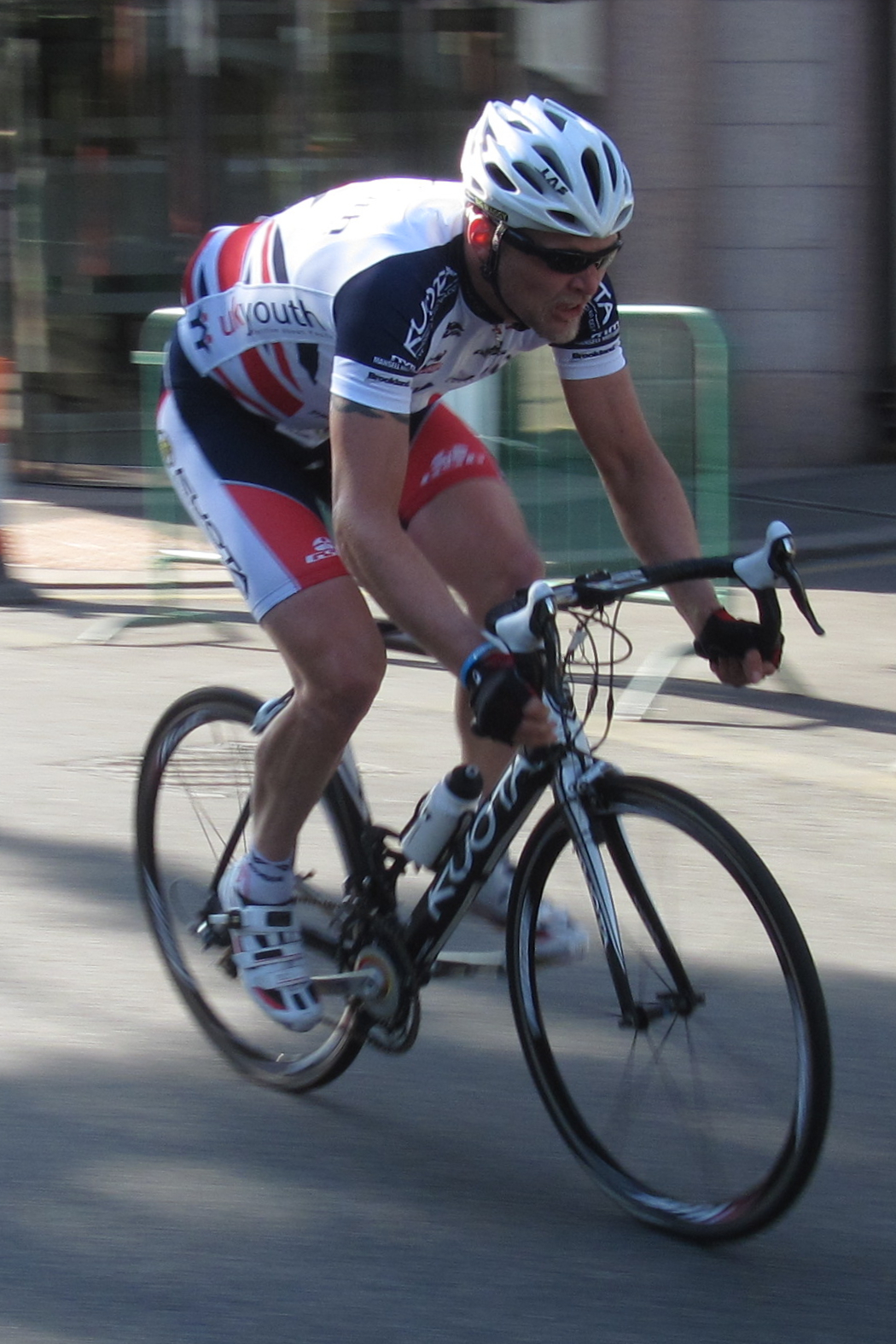
Magnus Bäckstedt, Jersey Town Criterium 2011.

Magnus Peter Bäckstedt, född 30 januari 1975 i Linköping, är en svensk tidigare professionell tävlingscyklist. Han startade sin karriär i Cykelklubben Hymer, Linköping.
Den 31 juli 1998 blev Magnus Bäckstedt den första svenska cyklisten att vinna en etapp på Tour de France. Den 11 april 2004 vann han det prestigefyllda endagsloppet Paris–Roubaix, även detta som första svensk. Under sitt tredje år som professionell, 1998, blev han sjua på samma sträcka. I början på juli 2007 tog han sin första seger, som professionell, på det svenska mästerskapets linjelopp.
Bäckstedt är gift med Megan Hughes, också hon före detta tävlingscyklist. De bor i Cardiff, Wales. Deras dotter Elynor Bäckstedt är även hon tävlingscyklist och tävlar för Storbritannien. År 2017 blev hon första britt att vinna en medalj i ett ungdoms-OS (2017 European Youth Olympic Festival i Győr, Ungern), Även parets dotter Zoe Bäckstedt är professionell tävlingscyklist och har blivit juniorvärldsmästare såväl på landsväg (linjelopp 2021 och 2022, tempolopp 2022) och på bana (madison 2022) som i cykelcross (2022).

## Karriär
Magnus Bäckstedt debuterade i det belgiska stallet Collstrop-Lystex 1996, som 21-åring, efter ett framgångsrikt första år som amatör. Under debutåret som professionell blev han totalsegrare i den sydafrikanska tävlingen Boland Bank Tour och han tog andraplatsen i det franska endagsloppet Grand Prix d'Isbergues. Året därpå, 1997, vann han Grand Prix D'Isbergues och de stora stallen fick upp ögonen för honom. Bland annat GAN-stallet, sedermera Crédit Agricole, ville ha honom i sin laguppställning och svensken skrev på ett kontrakt med stallet.
Bäckstedt fortsatte att tävla för det franska stallet till och med 2001. Under sitt första år i GAN, 1998, tävlade han i sitt första Paris–Roubaix och slutade som sjunde man. Han blev också uttagen till Tour de France av stallet och överraskade alla ytterligare när han vann den 19:e etappen med målgång i Autun.
Åren därpå, 1999, skadade Bäckstedt sitt knä och efter ett svagt 2001 bestämde ledningen i stallet som nu hette Crédit Agricole att inte förlänga kontraktet. Det dröjde en lång tid innan han slutligen hittade ett nytt proffskontrakt men till slut erbjöds han ett något sämre kontrakt med det lilla danska laget Team Fakta. Under sina två år i stallet vann han intergirotävlingen och slutade tvåa på den ena tempoetappen under 2003 års Giro d'Italia, trots en punktering. Han slutade också tvåa i endagsloppen GP d'Ouverture La Marseillaise och Nokere-Koerse. Team Fakta lade ner sin verksamhet i slutet av 2003 och Bäckstedt blev kontaktad av flera italienska stall som ville ha honom i sin laguppställning. Till säsongen 2004 stod det klart att det var den italienska fälgtillverkaren Alessio som hade fått svensken kontrakterad. 
I april 2004 vann Bäckstedt som första skandinav vårklassikern Paris–Roubaix, det största endagsloppet inom cykelsporten, och blev genast ett större namn inom cykelsporten. Han segrade efter en spurt mellan fyra cyklister inne på velodromen i Roubaix före Tristan Hoffman, Roger Hammond och Fabian Cancellara.
När Alessio-Bianchi lade ner i slutet av 2004 skrev Bäckstedt på ett kontrakt med det nya italienska ProTour-stallet Liquigas-Bianchi. Säsongen startade med en del sjukfrånvaro från cykeltävlingarna, men Bäckstedt kom tillbaka innan vårklassikerna startade för året. Han var bland annat ute i en lång utbrytning under Flandern runt. Bäckstedt slutade som fjärde man i Paris–Roubaix det året. 
Bäckstedt tävlade för Team Liquigas mellan 2005 och 2007. Under Tour de France 2005 slutade han tvåa på etapp sju efter Robbie McEwen. 
Inför säsongen 2008 blev han kontrakterad av Garmin-Chipotle. Under sin första tävling, på den femte etappen av Tour of Qatar, med det nya stallet bröt han nyckelbenet i en vurpa. På Tour of Qatars första etapp slutade han och Garmin-Chipotle på andra plats i lagtempoloppet efter QuickStep. Några veckor senare var Bäckstedt tillbaka från sin skada. I april 2008 slutade han tvåa efter Joost Posthuma på etapp 3b under Panne-tredagars.
Garmin-Chipotle, med Magnus Bäckstedt i truppen, vann lagtempoloppet på Giro d'Italia 2008.

## Avslutad karriär
I februari 2009 berättade Magnus Bäckstedt i ett pressmeddelande att han tänkte avsluta sin karriär och i stället fortsätta arbeta med sitt eget utvecklingslag Cyclesport.se-MagnusMaximusCoffee.com, och dessutom stanna i Garmin-Slipstream som rådgivare till stallets unga cyklister.
| ”                  | Att ta steget tillbaka från den högsta nivån i den sport jag älskar och från ett team som jag älskat att vara en del av är det svåraste beslut jag någonsin tagit, samtidigt är jag förväntansfull över de nya utmaningar som ligger för mig. Man kommer till en punkt i livet då man tvingas inse att den dagliga prestationen som man utsätter sin kropp för tar ut sin rätt. Jag har fått kämpa för att komma tillbaka flera gånger sedan jag vann Paris–Roubaix 2004, men min nya kamp kommer att handla om att fokusera min energi på mitt svenska utvecklingslag. | „ |
| – Magnus Bäckstedt | |   |

Under sina sista år i karriären hade Bäckstedt flera problem, bland annat med en knäskada, malignt melanom, en separerad axel och ett nyckelbensbrott, vilka också var faktorer till varför han avslutade sin karriär som cyklist.

## Åkstil
Magnus Bäckstedt är ovanligt stor i cykelsammanhang med sina 193 cm och 90 kg. Detta gjorde att han var som bäst i platt terräng, i spurter samt på tempolopp. Han hade det svårare på bergsetapperna på de stora etapploppen där han som oftast satt med i sista klungans "Gruppetto".

## Främsta Meriter
2012

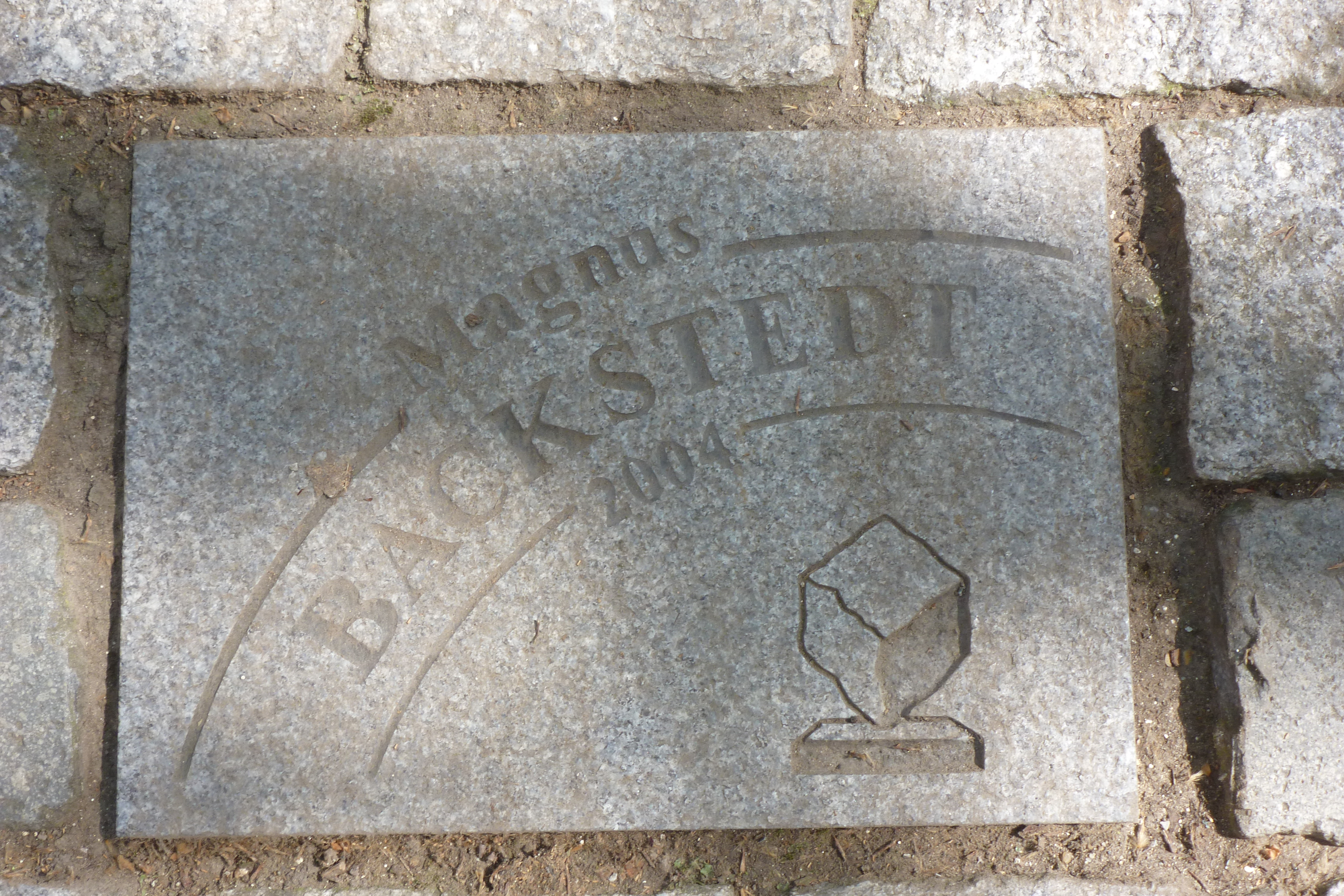
Gatsten på Allée Charles Crupelandt i Roubaix som visar på Magnus Bäckstedts seger i Paris–Roubaix 2004.

Slog nytt rekord på Vätternrundan. Tid: 6 timmar, 37 minuter
2008
Etapp 1, Giro d'Italia 2008, (lagtempolopp)
2:a, etapp 1, Tour of Qatar, (lagtempolopp)
2:a, etapp 3b, De Panne tredagars
2007
1:a,  Svenska mästerskapens linjelopp
2:a, Etapp 7, Tour de France 2007
2005
2:a, Etapp 7, Tour de France 2005
4:a, Paris–Roubaix
2004
1:a, Paris–Roubaix
2:a, Gent-Wevelgem
2:a, CSC Classic
2003
1:a,  Svenska mästerskapens tempolopp
1:a, Intergirotävlingen i Giro d'Italia
2:a, Svenska Linjemästerskapen
2:a, Nokere Koerse
2:a, GP d'Ouverture la Marseillaise
2002
1:a, Le Samyn
2000
2:a, Svenska Linjemästerskapen
5:a, Dunkirks fyradagars
9:a, Hew Cyclassic
1998
1:a, Etapp 19, Tour de France 1998
1:a, Etapp 4B, Postgirot Open Tempolopp
1:a, Sprinttävlingen, Dunkirks fyradagars
2:a, Postgirot Open
7:a, Paris–Roubaix
1997
1:a, Grand Prix D'Isbergues
1996
2:a Grand Prix D'Isbergues

## Stall
- Collstrop-Lystex 1996
- Palmans-Lystex 1997
- GAN 1998
- Crédit Agricole 1998–2001
- Team Fakta 2002–2003
- Alessio-Bianchi 2004
- Team Liquigas 2005–2007
- Garmin-Chipotle 2008